# 性本善論
人性本善論，簡稱性本善論，或本善論。儒家傳統人性論的一種概括性主張，強調人性中之善為本有，人應該行善，人與生俱來就有善。是性善論底下的一個學派。

## 本善
傳統中國幼童啟蒙讀物《三字經》開篇便是「人之初，性本善」。雖說此只是口號式的敘述，並無相關理論推演，但在民間文化的傳承上卻有極大的影響。若以哲學觀點進一步追究，性本善論者基本上主張人性在先天上具有某些可以稱之善的道德性質。
「人性本善」是一種概括性的主張，以做為某類心性論的預設。同樣是持「人性本善」觀點，不同的學者，對本、及善的概念，未必有相同的界說。傳統上，儒家對「善」的討論，主要是在人倫關係上，其內容不脫仁、義、禮、智。然就「本」字之展開，性本善則有三種可能的涵義：(一)「本」為本質：性本善指人性的本質(essence)是善的，即說人性中不可或缺的，使人與他物有所區分的性質是「善」。 (二)「本」為本原：性本善指人性原本是善的，即是說人天生的，未受環境學或學習改變之前，本來是善的。(三)「本」為本體：性本善指人性之本體為善。本體指終極實在，萬物中永恆的，根本的真實存在。人性之本體為善，即是說人性具本體意義，此本體是善的。或說，人性中具本體意義的部分是善的。

## 本善論之源起
自「孟子道性善」以來，「性善」一直是儒家人性論的主流。但「性善」並不等同「性本善」，其中涉及儒學思想的一些演變。哲學史上，明顯將「性善」賦以人性本善意義的，應始自唐朝李翱的《復性書》。
李翱《復性書》認為，人之所以能成為聖人，主要是因為人性。而人性是普遍的，一般人之性與聖人之性是一樣的。那麼為什麼我們不能成為聖人呢？是因為我們被情欲所昏迷蒙蔽，終其一生都沒有讓自己的本性顯現出來。心性本來是善的，就好像水本來是清澈的。水看起來混濁，是因為有泥的緣故，如果不去攪動，泥沙自沉，水就會回復清明。人之性就好像水之性，如果人的情欲息止，人性就回復到原本的的狀態。
李翱的意思是，在最初，人性原本是善的。一般人因為不當的情欲影響，使得原本是善的本性昏迷不顯。所以，要成為聖賢，就要復其性，一旦復其性，就能理解情欲之作用而能不讓情欲為惡。此以「性本善，情本惡」為理論基礎，展開修身以成聖賢之道。
後繼的本善論者，大體依李翱復其性的基調，將人性本善論進一步開展並精緻化。

## 朱熹之本善論
朱熹秉承張載(及程頤)之學說，將人性區分為「天地之性」及「氣質之性」。天地之性(或稱天命之性)與天道合一，為至善；氣質之性則為人之情欲的來源。並認為只有天地之性才是普遍的，才是真正的性，氣質之性則因人而異，故為氣，為情 。
以此，人性稟受天理而生，故「渾然至善，未嘗有惡」。朱熹主張「性即理也，當然之理，無有不善。」(朱子語類.卷四)。也就是說，人性之善是本質性的，因為人性來自天，而天理為至善，所以人性的本質就是天理，就是善。以此，將本善的原因歸諸於客觀的理。
那麼人又何以會為惡呢？那是因為人另有氣質之性的關係，但，氣質之性在某種意義上不可視之為人性。那麼你是在講鬼嗎？或者說，做為一個人，我們應當變化氣質之性，使之合於天地之性。
朱熹的心性論的基本立場，就是理、氣二分。性為理，理為至善；心則為氣之精爽者，心統性情－－心兼有天地之性及氣質之性。朱熹的性本善論，也宜在這樣的脈絡下理解。

## 王陽明之本善論
王陽明不承認心外有個理，認為心就是性，就是理，就是天。王陽明說「心也，性也，天也，一也」；「心即性，性即理，下一『與』字恐未免為二」。同時, 王陽明也不承認有所謂的氣質之性，主張只有天命之性（即天地之性），而天命之性為粹然至善，並為明德之本體，即為良知。
以此，對王陽明而言，性本善即心本善。人心有良知，良知就是天理。有良知便能知善惡，能知善惡，便能行善避惡。此心或良知，王陽明將之本體化，宣稱「知是心之本體。心自然會知。見父自然知孝，見兄自然知弟，見孺子入井，自然知惻隱。此便是良知。」。
所謂心之本體，即將心體視為最根本的，不依憑任何事物的，最終極的真實存在。人心之本體必須是善的，如此，人的最高價值才能實現。而世間的一切，都不脫此心此性的主觀運作，所謂「天下無性外之理，無性外之物。」。
與朱熹的性本善比較，王陽明主張心就是理，性之所以為善，乃因心之本體能知善、為善。將性本善歸諸於主體之心的主觀運作，而非外在客觀之理。

## 當代之本善論
當代學者，抱持人性本善論者甚眾，其中又以當代新儒家代表人物之一的牟宗三，對儒學心性論之建構及創新著力最深，影響最廣。牟宗三對人性本善之主張，大體上循王陽明以心為本體的觀點，但加入更多西方哲學的元素。其所提倡之道德的形上學（moral metaphysics），認為道德善（仁）不只是道德，而且關係到一切存在。
牟宗三以仁為善的代表。仁有創生義，仁體做為一種精神實體，能覺潤創生萬物。「仁是理、是道、也是心」。也就是說，主體之本心及此心之性，與客觀的天道、理體，是同一件事，可謂之本心性體。當然，這樣的心或性，是超越的，不能只是從經驗中去理解。
牟宗三說「道德的善就在性之中，或者說性就是道德的善本身」。這也可以算是他對性本善的最佳註腳。就超越面而言，性就是善，善就是性，就是創生不已的天道實體。
中國政治家蔣介石多次在演講中提出性本善的論点。他認为：我們一個人，自父母生下來，無不賦有一種自然的天性，即所謂「仁義禮智信」。這種自然的德性，就是所謂「天命」。也就是所謂「天性」、「天良」和「天德」。所以天之體就在我們體內。這種天性如能存養發揮，便表現為「忠孝，仁愛，信義，和平」之八德。這些天性都不待外求而自然具備於各人自己身心之中，而且天性是不可改易的，如果改易天性，則一切思想行為，便離了正道，一切私欲邪念，必紛然而起，種種惡習敗行，必相與俱生。
同时，蔣介石承認环境对人性的影響，主張教育就是要恢復人本來的天性，只要願意迁善改过，人人都可以是圣賢。

## 貢獻及批判
大體而言，人性本善的主張，隨著中國哲學心性論的精緻化，其理論亦日趨嚴密完備。為中國內聖之學，成德之教提供了堅實的基礎。依人性本善論，人不單可以成為聖賢君子，而且應該成為聖賢君子。人性即是成聖成德之所以可能的保證。
但是，隨著西風東漸，在自由、民主與科學的思潮下，人性本善論亦面臨一些挑戰。例如，人性是否可以用善來規定？超越的本心與經驗中的心靈活動傾向是否一致？人性即然本善，現實世界何以多有惡行？本善與自由（意志）是否有衝突等。

## 研究書目
- 〔宋〕朱熹：《朱子語類》，收錄於文淵閣《四庫全書》，子部，儒家類（子六－子八）。
- 錢穆：《中國思想史》，臺北：蘭臺出版社，2001年。(1980年初版)
- 牟宗三：《心體與性體(一)》，新北市：正中書局，2012年。(1968年初版)
- 牟宗三：《中國哲學的特質》，臺北：臺灣學生書局，1974年。
- 牟宗三：《中國哲學十九講》，臺北：臺灣學生書局，2015年。(1983年初版)
- 牟宗三：《圓善論》，臺北：臺灣學生書局，2010年。(1985年初版)
- 陳榮捷：《王陽明傳習錄詳註詳評》，臺北：臺灣學生書局，1983年。
- 蒙培元：《中國心性論》，台北：台灣學生書局,1990年。
- 姜國柱，朱葵菊：《中國人性論史》，鄭州市：河南人民出版社，1997年。